# Demetriusz i gladiatorzy
Demetriusz i gladiatorzy (ang. Demetrius and the Gladiators) – amerykański dramat historyczny z 1954 roku w reżyserii Delmera Davesa na podst. postaci z powieści Szata Lloyda C. Douglasa. Film jest dalszym ciągiem filmu Szata (1953).

## Fabuła
Cesarza Rzymu – Kaligulę nurtuje fakt, że skazani przez niego na śmierć za zdradę trybun wojskowy Marcellus i jego żona Diana, nie okazali z tego powodu strachu. Jego stryj Klaudiusz sugeruje, że skazańcy będąc chrześcijanami wierzyli w życie wieczne. Słysząc o przezwyciężeniu śmierci przez Jezusa, założyciela religii chrześcijańskiej, Kaligula uważa że ten poznał tajemnicę nieśmiertelności. Messalina, niewierna żona Klaudiusza i kapłanka Izydy była świadkinią jak Diana wręczała szatę Jezusa swemu niewolnikowi do przekazania Szymonowi Piotrowi. Kaligula wierząc, że szata ma magiczną moc nakazuje ją odnaleźć.
Były niewolnik Marcellusa – grecki zdun Demetriusz ma za zadanie ukryć szatę podczas nieobecności Piotra będącego na misji na północy. Demetriusz ukrywa ją u zaprzyjaźnionego garncarza Kaeso. Wkrótce na miejsce przybywa rzymski oddział wojskowy szukający szaty. Dowodzący oddziałem dekurion agresywnie przesłuchuje córkę Kaeso i ukochaną Demetriusza – Lucję, wobec Demetriusz napada na niego. Przed sądem Demetriusz przyznaje się do winy, ale nie jest w stanie udowodnić, że jest wyzwoleńcem. Wobec tego skazuje się go na szkolenie bycie gladiatorem. Trafia do najlepszej szkoły gladiatorskiej prowadzonej przez byłego gladiatora Strabo. Mimo ostrzeżeń Demetriusz podejmuje ucieczkę. Wyjaśnia swe motywy tym, że religia mu zabrania zabijania. Wizytujący szkołę Klaudiusz i Messalina są pod wrażeniem Demetriusza i chcą przetestować jego umiejętności na jutrzejszej bitwie gladiatorskiej dla cesarza.
Demetriusz i zaprzyjaźniony z nim Nubijczyk Glykon zostają zmuszeni by stanąć na arenie jako przeciwnicy. Po walce zwycięski Demetriusz prosi Kaligulę o łaskę dla Glykona. Kaligula się zgadza, jednak za namową Messaliny zmusza Demetriusza do nierównej walki z tygrysami. Demetriusz zostaje niewolnikiem Messaliny i Klaudiusza, który chce się dowiedzieć o lokalizacji szaty bądź Piotra. Klaudiusz jako agnostyk dziwi się wierze Greka, ale imponuje mu jej siła. Messalina chcąc dowiedzieć o szacie jak i uwieść Demetriusza, czyni go swym ochroniarzem. Wkrótce Kaligula wykrywa spisek organizowany przez krewnych Messaliny, która zaprzecza swemu udziałowi. Po procesie Messalina przyznaje się Demetriuszowi, że to ona stała za spiskiem i chciałaby jawnie zabić cesarza.
Tymczasem Demetriuszem interesuje się dama do towarzystwa Paula, jako że oboje pochodzą z Koryntu. Poznawszy jego historię Paula odwiedza Lucję i opowiada jego losy. Z pomocą Pauli Lucja w przebraniu Greczynki odwiedza szkołę gladiatorską. Zazdrosna Messalina nakazuje zamknąć Demetriusza. Wykorzystujący okazję gladiator Dardanius i inni gladiatorzy napastują Lucję. Niespodziewanie ku szoku wszystkich Lucja nie daje oznak życia. Wszyscy, łącznie z Demetriuszem, są przekonani o jej śmierci. Następnie dnia na arenie Demetriusz zabija wszystkich gladiatorów uczestniczących w napaści na Lucji i robi tak wielkie wrażenie na gwardii pretoriańskiej, że przyjmuje go w swe szeregi w stopniu trybuna.
Demetriusz wyrzeka się Jezusa i prowadzi rozwiązły tryb życia z Messalinę. Powracający z misji Piotr odwiedza ich w świątyni Izydy. Piotr mówi Demetriuszowi, zarzucającego mu szerzenie kłamstw dla naiwnych, ponowne stanie się niewolnikiem. Kaligula coraz bardziej uważający się za boga wydaje rozkaz, że co dziesiąty pretorian zostanie ukrzyżowany za najmniejsze niedopilnowanie porządku, mimo sprzeciwów Klaudiusza. Dowiedziawszy się od Messaliny o powrocie Piotra nakazuje Demetriuszowi odzyskać szatę Jezusa. Piotr zgadza się oddać szatę, która jest ściskana przez będącą w transie Lucję. Okazuje się, że nigdy nie umarła. Demetriusz zdaje sobie sprawę ze swych błędów i modli się o przebaczenie. Lucja budzi się.
Chcąc przetestować moc szaty Kaligula każe zabić więźnia, aby przywrócić go do życia. Wzburzony tym Demetriusz nieomal go atakuje, ale powstrzymują go strażnicy. Zostaje karnie zdegradowany do funkcji gladiatora i ma stoczyć walkę z ochroniarzem Kaliguli – Makronem. Mimo próśb Messaliny Demetriusz wychodzi na arenę, jednak odmawia jakiejkolwiek walki. Członkowie gwardii pretoriańska proszą o łaskę, co spotyka się z odmową Kaliguli rozkazującego im zabić Demetriusza. Nie mogąc już znieść podłego traktowania przez Kaligulę, pretorianie zabijają go na miejscu. Nowym cesarzem zostaje Klaudiusz i oznajmia, że chrześcijanie póki szanują prawo rzymskie nie będą prześladowani. Demetriusz kończąc służbę trybuna zwraca szatę Piotrowi, i otrzymuje od odmienionej Messaliny życzenia o dobrą fortunę.

## Obsada
Opracowano na podstawie materiału źródłowego:

- Victor Mature jako Demetriusz
- Susan Hayward jako Messalina
- Barry Jones jako Klaudiusz
- Jay Robinson jako cesarz Kaligula
- Michael Rennie jako Szymon Piotr
- Debra Paget jako Lucja
- Anne Bancroft jako Paula
- William Marshall jako Glykon
- Richard Egan jako Dardanius
- Ernest Borgnine jako Strabo
- Karl Davis jako Makron
- Everett Glass jako Kaeso
- Charles Evans jako Kasjusz Cherea
- Fred Graham jako dekurion
- John Cliff jako wuj Messaliny
- Douglas Brooks jako kuzyn Messaliny
- Jeff York jako Albus
- Julie Newmar jako tancerka #1
- Willetta Smith jako tancerka #2
- Barbara James jako tancerka #3
- Roy Jenson jako jeden gladiatorów
- Woody Strode jako jeden z gladiatorów
- Richard Burton jako Marcellus Gallio (nagrania archiwalne)
- Jean Simmons jako Diana (nagrania archiwalne)